# Гадсон (Колорадо)
Гадсон (англ. Hudson) — місто (англ. town) в США, в окрузі Велд штату Колорадо. Населення — 1651 особа (2020).

## Географія
Гадсон розташований за координатами 40°4′42″ пн. ш. 104°38′27″ зх. д. / 40.07833° пн. ш. 104.64083° зх. д. (40.078428, -104.640788).  За даними Бюро перепису населення США в 2010 році місто мало площу 12,29 км², з яких 12,24 км² — суходіл та 0,05 км² — водойми. В 2017 році площа становила 15,05 км², з яких 14,85 км² — суходіл та 0,20 км² — водойми.

## Демографія
Згідно з переписом 2010 року, у місті мешкало 2356 осіб у 511 домогосподарстві у складі 371 родини. Густота населення становила 192 особи/км².  Було 557 помешкань (45/км²).
Расовий склад населення:
| - 65,9 % — білих - 16,1 % — корінних американців - 4,0 % — чорних або афроамериканців - 1,1 % — азіатів - 0,4 % — вихідців з тихоокеанських островів - 9,4 % — осіб інших рас |

До двох чи більше рас належало 3,1 %. Частка іспаномовних становила 20,4 % від усіх жителів.
За віковим діапазоном населення розподілялося таким чином: 18,9 % — особи молодші 18 років, 74,6 % — особи у віці 18—64 років, 6,5 % — особи у віці 65 років та старші. Медіана віку мешканця становила 37,9 року. На 100 осіб жіночої статі у місті припадало 226,8 чоловіків;  на 100 жінок у віці від 18 років та старших — 284,5 чоловіків також старших 18 років.
Середній дохід на одне домашнє господарство  становив 65 484 долари США (медіана — 49 306), а середній дохід на одну сім'ю — 64 084 долари (медіана — 60 625). Медіана доходів становила 42 009 доларів для чоловіків та 32 455 доларів для жінок. За межею бідності перебувало 21,1 % осіб, у тому числі 30,0 % дітей у віці до 18 років та 15,4 % осіб у віці 65 років та старших.
Цивільне працевлаштоване населення становило 790 осіб. Основні галузі зайнятості: освіта, охорона здоров'я та соціальна допомога — 22,9 %, роздрібна торгівля — 15,1 %, будівництво — 12,2 %, сільське господарство, лісництво, риболовля — 9,9 %.